# Paramacrobiotus magdalenae
Espèce
Synonymes
- Macrobiotus magdalenae Michalczyk & Kaczmarek, 2006

Paramacrobiotus magdalenae est une espèce de tardigrades de la famille des Macrobiotidae.

## Distribution
Cette espèce est endémique du Costa Rica.

## Description
Paramacrobiotus magdalenae mesure de 205 à 545 µm.

## Étymologie
Cette espèce est nommée en l'honneur de Magdalena Piąsta, la mère de Łukasz Michalczyk.

## Publication originale
- Michalczyk & Kaczmarek, 2006 : A new species Macrobiotus magdalenae (Tardigrada: Eutardigrada: Macrobiotidae, richtersi group) from Costa Rican rain forest (Central America). New Zealand Journal of Zoology, vol. 33, p. 189–196 (texte intégral).